# Bargstedt (Basse-Saxe)
Pour les articles homonymes, voir Bargstedt.
Bargstedt est une commune allemande de l'arrondissement de Stade, Land de Basse-Saxe.